# RHOQ
RHOQ‏ (Ras homolog family member Q) هوَ بروتين يُشَفر بواسطة جين RHOQ في الإنسان.